# 圣朱利安沃康斯
圣于连沃康斯（法語：Saint-Julien-Vocance，法語發音：[sɛ̃ ʒyljɛ̃ vɔkɑ̃s]）是法国阿尔代什省的一个市镇，位于该省北部，属于罗讷河畔图尔农区。

## 地理
圣于连沃康斯（45°10'31"N, 4°30'11"E）面积26.42 平方千米，位于法国奥弗涅-罗讷-阿尔卑斯大区阿尔代什省，该省份为法国东南部内陆省份，北起顺时针与卢瓦尔省、伊泽尔省、德龙省、沃克吕兹省、加尔省、洛泽尔省和上盧瓦爾省接壤。
与圣于连沃康斯接壤的市镇（或旧市镇、城区）包括：莫内斯捷、杜河畔圣皮埃尔、圣桑福里安德马安、沃康斯、圣博内勒弗鲁瓦、圣于连莫莱萨巴特。
圣于连沃康斯的时区为UTC+01:00、UTC+02:00（夏令时）。

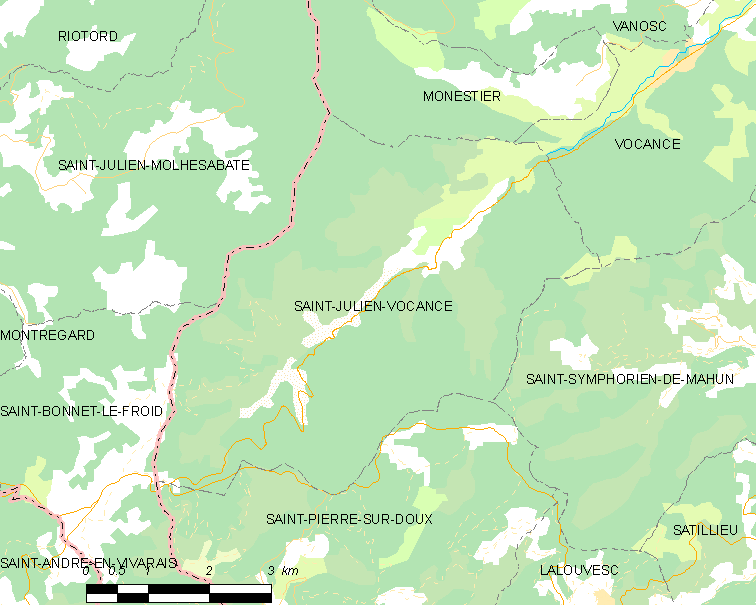
圣于连沃康斯的OSM定位图

## 行政
圣于连沃康斯的邮政编码为07690，INSEE市镇编码为07258。

## 政治
圣于连沃康斯所属的省级选区为阿诺奈第二县。

## 人口

1962-2008年间圣于连沃康斯人口变化图示

圣于连沃康斯于2022年1月1日时的人口数量为222人。